# Préserville
Préserville est une commune française située dans le nord-est du département de la Haute-Garonne, en région Occitanie.
Sur le plan historique et culturel, la commune est dans le Lauragais, l'ancien « Pays de Cocagne », lié à la fois à la culture du pastel et à l’abondance des productions, et de « grenier à blé du Languedoc ». Exposée à un climat océanique altéré, elle est drainée par la Marcaissonne, la Saune et par divers autres petits cours d'eau.
Préserville est une commune rurale qui compte 765 habitants en 2022, après avoir connu une forte hausse de la population depuis 1968. Elle fait partie de l'aire d'attraction de Toulouse. Ses habitants sont appelés les Préservillais ou  Préservillaises.

## Géographie

### Localisation
La commune de Préserville se trouve dans le département de la Haute-Garonne, en région Occitanie.
Elle se situe à 17 km à vol d'oiseau de Toulouse, préfecture du département, et à 5 km d'Escalquens, bureau centralisateur du canton d'Escalquens dont dépend la commune depuis 2015 pour les élections départementales.
La commune fait en outre partie du bassin de vie de Toulouse.
Les communes les plus proches sont : 
Fourquevaux (2,0 km), Sainte-Foy-d'Aigrefeuille (2,6 km), Odars (3,0 km), Tarabel (4,3 km), Lanta (4,7 km), Belberaud (4,9 km), Aurin (4,9 km), Saint-Pierre-de-Lages (5,2 km).
Sur le plan historique et culturel, Préserville fait partie du Lauragais, occupant une vaste zone, autour de l’axe central que constitue le canal du Midi, entre les agglomérations de Toulouse au nord-ouest et Carcassonne au sud-est et celles de Castres au nord-est et Pamiers au sud-ouest. C'est l'ancien « Pays de Cocagne », lié à la fois à la culture du pastel et à l’abondance des productions, et de « grenier à blé du Languedoc ».
Préserville est limitrophe de sept autres communes.
Les communes limitrophes sont  Aurin, Fourquevaux, Labastide-Beauvoir, Lanta, Odars, Sainte-Foy-d'Aigrefeuille et Tarabel.
|             | Sainte-Foy-d'Aigrefeuille | Lanta   |
| Odars       | Préserville               | Aurin   |
| Fourquevaux | Labastide-Beauvoir        | Tarabel |

### Géologie et relief
La superficie de la commune de Préserville est de 1 219 hectares. Son altitude varie de 158  à   232 mètres.

### Hydrographie

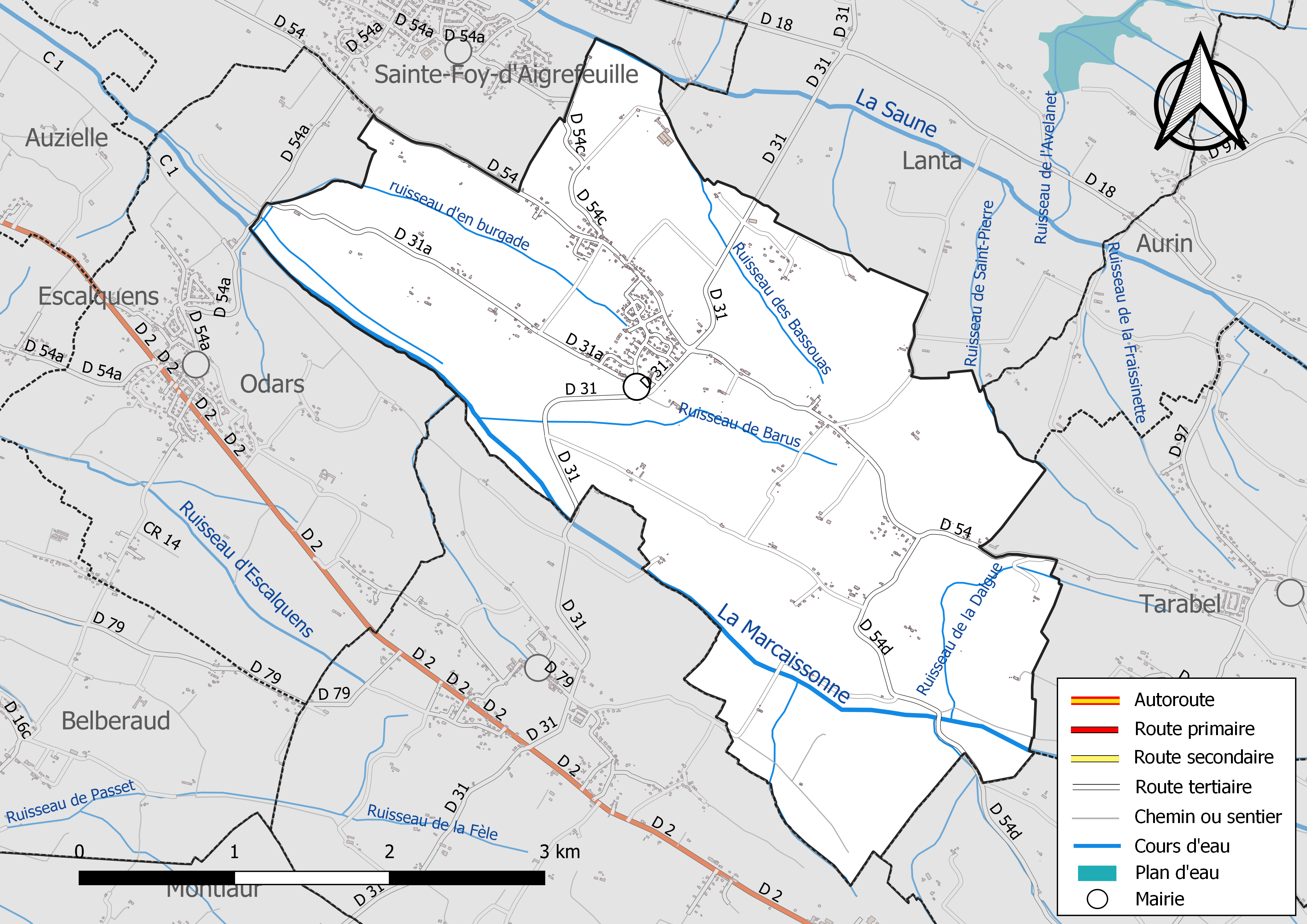
Réseaux hydrographique et routier de Préserville.

La commune est dans le bassin de la Garonne, au sein du bassin hydrographique Adour-Garonne. Elle est drainée par la Marcaissonne, la Saune, le ruisseau de la Dalgue, le ruisseau d'en burgade, le ruisseau de Saint-Pierre, le ruisseau des Bassouas et par divers petits cours d'eau, constituant un réseau hydrographique de 17 km de longueur totale,.
La Marcaissonne, d'une longueur totale de 26,5 km, prend sa source dans la commune de Beauville et s'écoule du sud-est vers le nord-ouest. Elle traverse la commune et se jette dans l'Hers-Mort à Toulouse, après avoir traversé 14 communes.
La Saune, d'une longueur totale de 31,8 km, prend sa source dans la commune de Vaux et s'écoule vers le sud-est. Elle traverse la commune et se jette dans l'Hers-Mort à Toulouse, après avoir traversé 18 communes.

### Climat
Pour des articles plus généraux, voir Climat de l'Occitanie et Climat de la Haute-Garonne.
En 2010, le climat de la commune est de type climat du Bassin du Sud-Ouest, selon une étude s'appuyant sur une série de données couvrant la période 1971-2000. En 2020, Météo-France publie une typologie des climats de la France métropolitaine dans laquelle la commune est exposée à un climat océanique altéré et est dans la région climatique Aquitaine, Gascogne, caractérisée par une pluviométrie abondante au printemps, modérée en automne, un faible ensoleillement au printemps, un été chaud (19,5 °C), des vents faibles, des brouillards fréquents en automne et en hiver et des orages fréquents en été (15 à 20 jours).
Pour la période 1971-2000, la température annuelle moyenne est de 13,1 °C, avec une amplitude thermique annuelle de 15,5 °C. Le cumul annuel moyen de précipitations est de 727 mm, avec 9,4 jours de précipitations en janvier et 5,4 jours en juillet. Pour la période 1991-2020, la température moyenne annuelle observée sur la station météorologique la plus proche, située sur la commune de Ségreville à 10 km à vol d'oiseau, est de 13,4 °C et le cumul annuel moyen de précipitations est de 747,6 mm,. Pour l'avenir, les paramètres climatiques de la commune estimés pour 2050 selon différents scénarios d'émission de gaz à effet de serre sont consultables sur un site dédié publié par Météo-France en novembre 2022.

### Milieux naturels et biodiversité
Aucun espace naturel présentant un intérêt patrimonial n'est recensé sur la commune dans l'inventaire national du patrimoine naturel,,.

## Urbanisme

### Typologie
Au 1er janvier 2024, Préserville est catégorisée commune rurale à habitat dispersé, selon la nouvelle grille communale de densité à sept niveaux définie par l'Insee en 2022.
Elle est située hors unité urbaine. Par ailleurs la commune fait partie de l'aire d'attraction de Toulouse, dont elle est une commune de la couronne,. Cette aire, qui regroupe 527 communes, est catégorisée dans les aires de 700 000 habitants ou plus (hors Paris),.

### Occupation des sols
L'occupation des sols de la commune, telle qu'elle ressort de la base de données européenne d’occupation biophysique des sols Corine Land Cover (CLC), est marquée par l'importance des territoires agricoles (89,8 % en 2018), en diminution par rapport à 1990 (94,1 %). La répartition détaillée en 2018 est la suivante : 
terres arables (87,1 %), forêts (7,7 %), zones agricoles hétérogènes (2,7 %), zones urbanisées (2,5 %). L'évolution de l’occupation des sols de la commune et de ses infrastructures peut être observée sur les différentes représentations cartographiques du territoire : la carte de Cassini (XVIIIe siècle), la carte d'état-major (1820-1866) et les cartes ou photos aériennes de l'IGN pour la période actuelle (1950 à aujourd'hui).

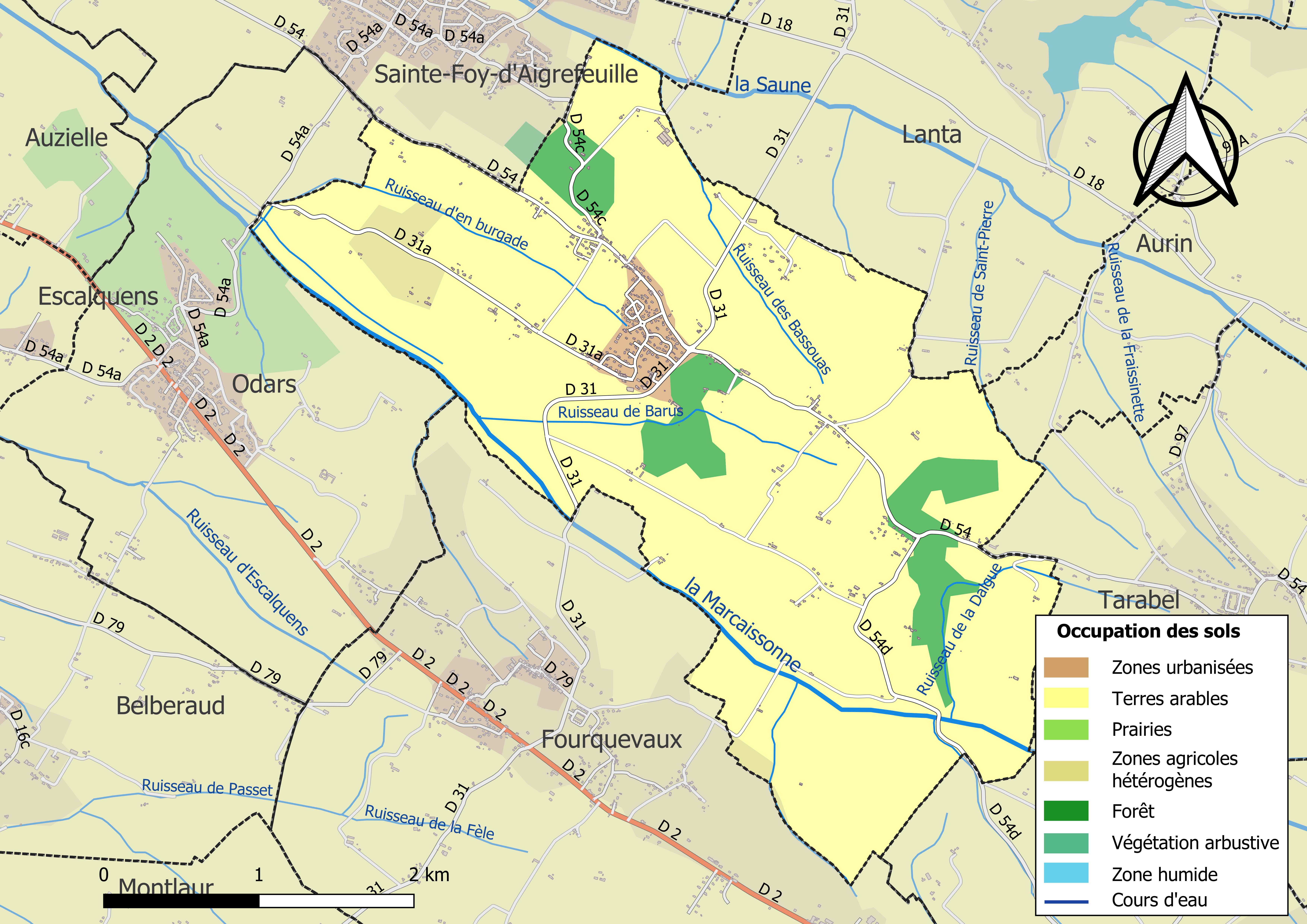
Carte des infrastructures et de l'occupation des sols de la commune en 2018 (CLC).

### Risques majeurs
Le territoire de la commune de Préserville est vulnérable à différents aléas naturels : météorologiques (tempête, orage, neige, grand froid, canicule ou sécheresse), inondations et séisme (sismicité très faible). Un site publié par le BRGM permet d'évaluer simplement et rapidement les risques d'un bien localisé soit par son adresse soit par le numéro de sa parcelle.
Certaines parties du territoire communal sont susceptibles d’être affectées par le risque d’inondation par débordement de cours d'eau, notamment la Saune. La commune a été reconnue en état de catastrophe naturelle au titre des dommages causés par les inondations et coulées de boue survenues en 1982, 1996, 1999, 2000, 2009 et 2018,.

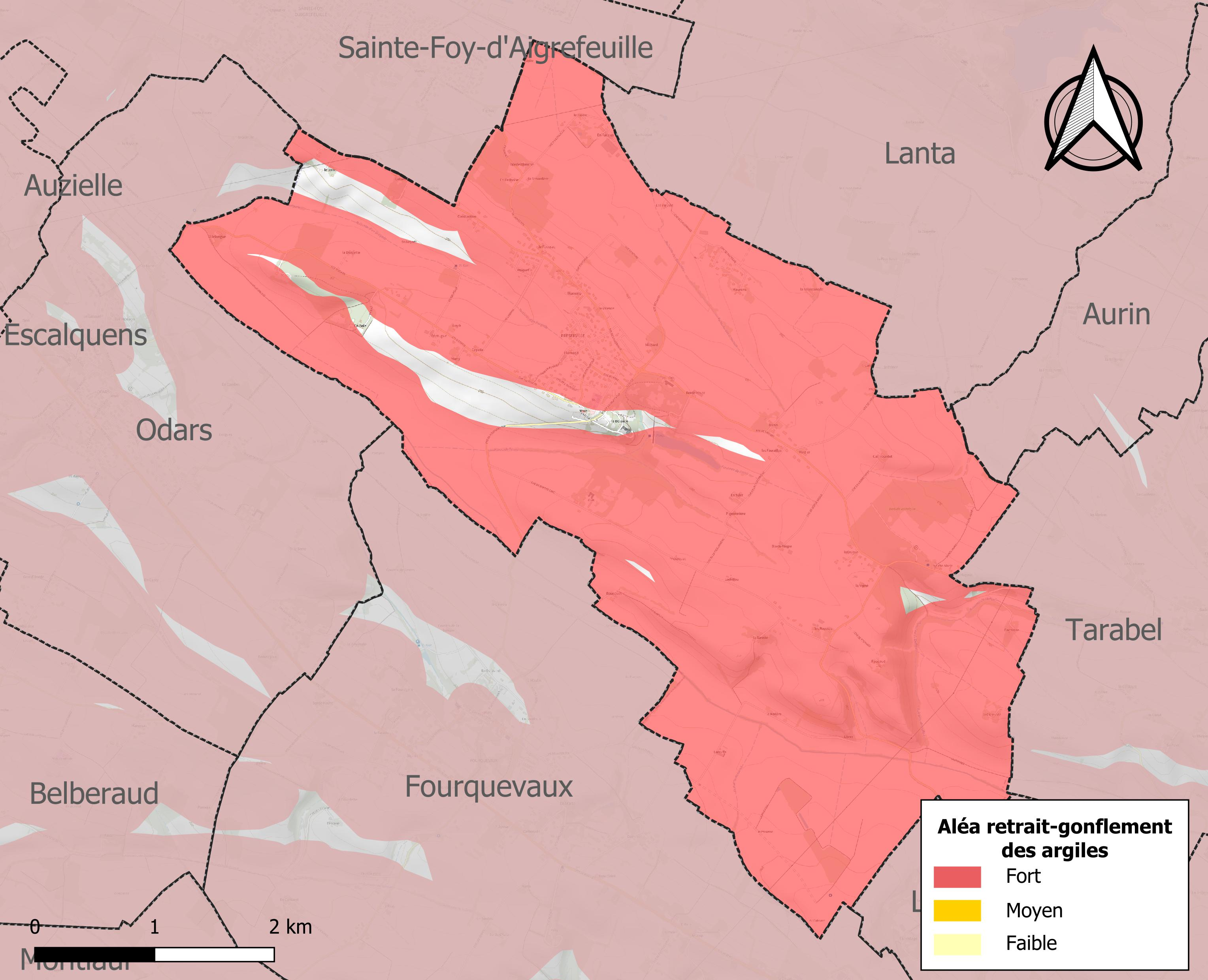
Carte des zones d'aléa retrait-gonflement des sols argileux de Préserville.

Le retrait-gonflement des sols argileux est susceptible d'engendrer des dommages importants aux bâtiments en cas d’alternance de périodes de sécheresse et de pluie. 94,6 % de la superficie communale est en aléa moyen ou fort (88,8 % au niveau départemental et 48,5 % au niveau national). Sur les 285 bâtiments dénombrés sur la commune en 2019, 277 sont en aléa moyen ou fort, soit 97 %, à comparer aux 98 % au niveau départemental et 54 % au niveau national. Une cartographie de l'exposition du territoire national au retrait gonflement des sols argileux est disponible sur le site du BRGM,.
Par ailleurs, afin de mieux appréhender le risque d’affaissement de terrain, l'inventaire national des cavités souterraines permet de localiser celles situées sur la commune.
Concernant les mouvements de terrains, la commune a été reconnue en état de catastrophe naturelle au titre des dommages causés par la sécheresse en 2002, 2003 et 2011 et par des mouvements de terrain en 1999.

## Politique et administration

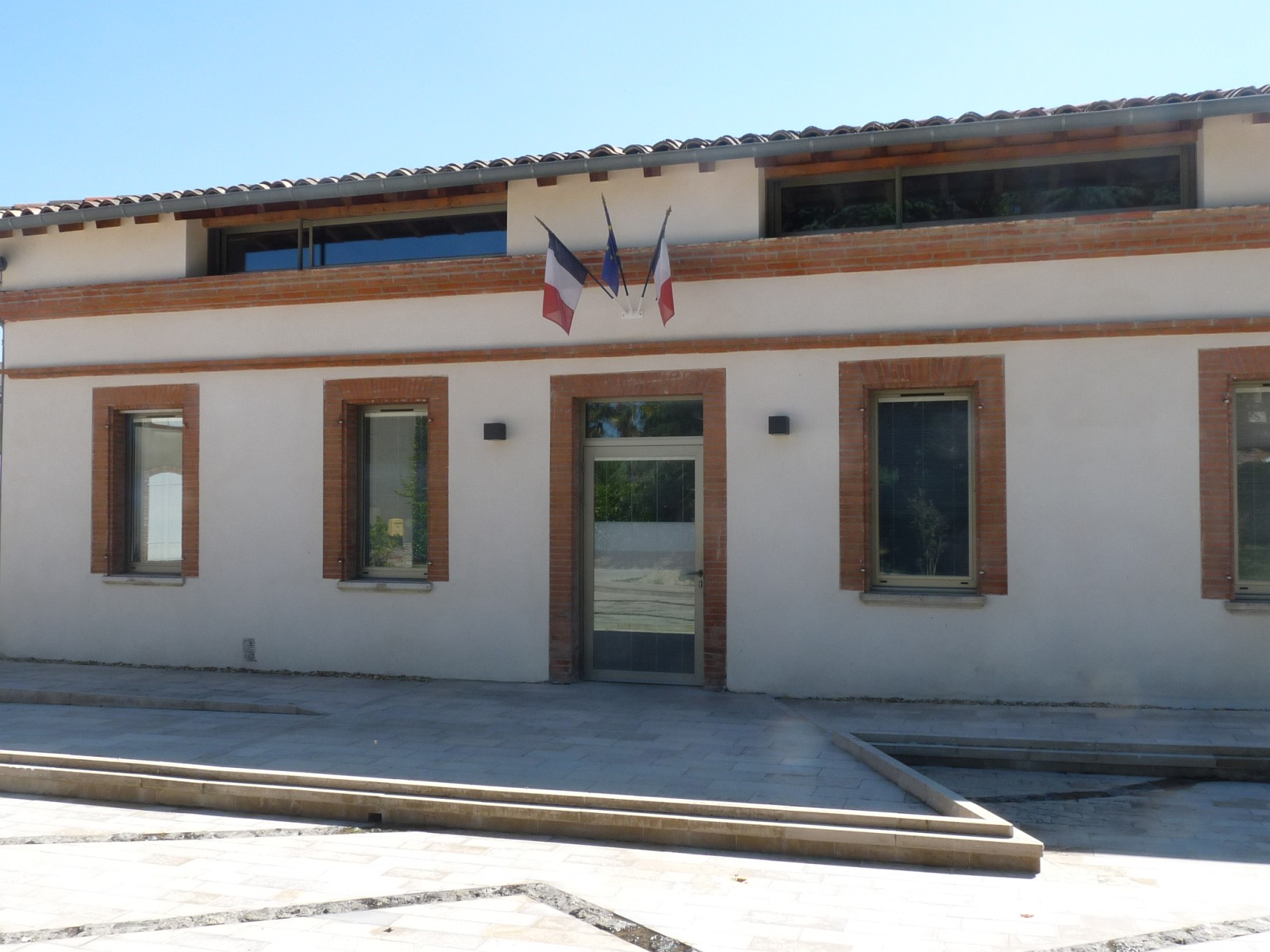
La mairie en 2016

### Administration municipale
Le nombre d'habitants au recensement de 2011 étant compris entre 500 et 1 499 habitants, le nombre de membres du conseil municipal pour l'élection de 2014 est de quinze,.

### Rattachements administratifs et électoraux
Commune faisant partie de la troisième circonscription de la Haute-Garonne de la communauté de communes des Terres du Lauragais et du canton d'Escalquens (avant le redécoupage départemental de 2014, Préserville faisait partie de l'ex-canton de Lanta) et avant le 1er janvier 2017 elle faisait partie de la communauté de communes Cœur Lauragais.

### Liste des maires
| Période                                  | Période   | Identité            | Étiquette | Qualité     |
| ---------------------------------------- | --------- | ------------------- | --------- | ----------- |
| Les données manquantes sont à compléter. |           |                     |           |             |
| mars 2001                                | mai 2020  | Patrick de Pérignon | UMP-LR    | Agriculteur |
| mai 2020                                 | juin 2024 | Mireille Benetti    |           |             |
| juillet 2024                             | En cours  | Evelyne Petit       |           |             |

## Population et société

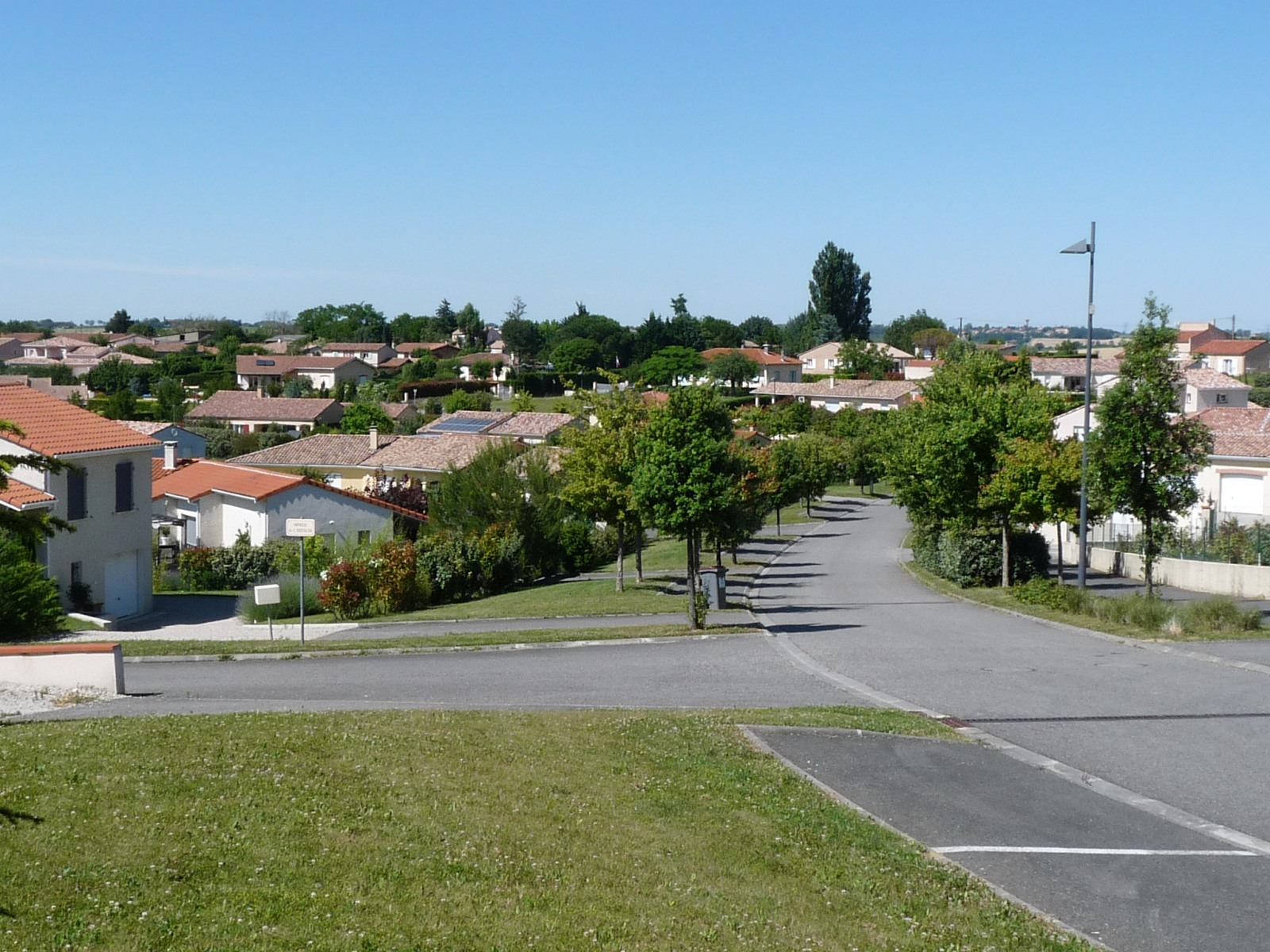
L'urbanisation en 2016

### Démographie
L'évolution du nombre d'habitants est connue à travers les recensements de la population effectués dans la commune depuis 1793. Pour les communes de moins de 10 000 habitants, une enquête de recensement portant sur toute la population est réalisée tous les cinq ans, les populations de référence des années intermédiaires étant quant à elles estimées par interpolation ou extrapolation. Pour la commune, le premier recensement exhaustif entrant dans le cadre du nouveau dispositif a été réalisé en 2007.

En 2022, la commune comptait 765 habitants, en évolution de +6,55 % par rapport à 2016 (Haute-Garonne : +8,02 %, France hors Mayotte : +2,11 %).
| 1793 | 1800 | 1806 | 1821 | 1831 | 1836 | 1841 | 1846 | 1851 |
| ---- | ---- | ---- | ---- | ---- | ---- | ---- | ---- | ---- |
| 287  | 423  | 412  | 508  | 528  | 588  | 614  | 607  | 617  |

| 1856 | 1861 | 1866 | 1872 | 1876 | 1881 | 1886 | 1891 | 1896 |
| ---- | ---- | ---- | ---- | ---- | ---- | ---- | ---- | ---- |
| 585  | 580  | 539  | 536  | 456  | 449  | 425  | 419  | 423  |

| 1901 | 1906 | 1911 | 1921 | 1926 | 1931 | 1936 | 1946 | 1954 |
| ---- | ---- | ---- | ---- | ---- | ---- | ---- | ---- | ---- |
| 392  | 388  | 374  | 325  | 362  | 328  | 333  | 327  | 337  |

| 1962 | 1968 | 1975 | 1982 | 1990 | 1999 | 2006 | 2007 | 2012 |
| ---- | ---- | ---- | ---- | ---- | ---- | ---- | ---- | ---- |
| 279  | 218  | 263  | 277  | 297  | 359  | 506  | 527  | 690  |

| 2017 | 2022 | - | - | - | - | - | - | - |
| ---- | ---- | - | - | - | - | - | - | - |
| 707  | 765  | - | - | - | - | - | - | - |

| selon la population municipale des années : | 1968 | 1975 | 1982 | 1990 | 1999 | 2006 | 2009 | 2013 |
| Rang de la commune dans le département      | 308  | 261  | 266  | 275  | 246  | 222  | 207  | 200  |
| Nombre de communes du département           | 592  | 582  | 586  | 588  | 588  | 588  | 589  | 589  |

### Enseignement
Préserville fait partie de l'académie de Toulouse.
L'éducation est assurée sur la commune par l'école maternelle et par le primaire regroupement pédagogique avec la commune d'Aurin au groupe scolaire "Le Grand Cèdre". Le collège "Les Roussillous" est situé sur la commune de Saint-Pierre-de-Lages.

### Culture et festivités
Salle des fêtes La Fontaine,

### Activités sportives
Tennis club, gymnastique. Au lieu-dit Sainte-Marie, en bordure de Tarabel, est implanté un ball-trap. Les pas de tir sont principalement orientés vers Tarabel et vers Aurin. Ce ball-trap de type "parcours de chasse" fonctionne de février à septembre, pendant quatre à six heures le samedi et pendant quatre heures le lundi.

### Écologie et recyclage
La collecte et le traitement des déchets des ménages et des déchets assimilés ainsi que la protection et la mise en valeur de l'environnement se font dans le cadre de la communauté de communes Terres du Lauragais.

## Économie

### Revenus
En 2018  (données Insee publiées en septembre 2021), la commune compte 262 ménages fiscaux, regroupant 708 personnes. La médiane du revenu disponible par unité de consommation est de 28 980 € (23 140 € dans le département).

### Emploi
|                | 2008  | 2013  | 2018  |
| -------------- | ----- | ----- | ----- |
| Commune        | 4,2 % | 3 %   | 4,3 % |
| Département    | 7,7 % | 9,6 % | 9,3 % |
| France entière | 8,3 % | 10 %  | 10 %  |

En 2018, la population âgée de 15 à 64 ans s'élève à 473 personnes, parmi lesquelles on compte 79,9 % d'actifs (75,6 % ayant un emploi et 4,3 % de chômeurs) et 20,1 % d'inactifs,. Depuis 2008, le taux de chômage communal (au sens du recensement) des 15-64 ans est inférieur à celui de la France et du département.
La commune fait partie de la couronne de l'aire d'attraction de Toulouse, du fait qu'au moins 15 % des actifs travaillent dans le pôle,. Elle compte 77 emplois en 2018, contre 75 en 2013 et 47 en 2008. Le nombre d'actifs ayant un emploi résidant dans la commune est de 366, soit un indicateur de concentration d'emploi de 21,1 % et un taux d'activité parmi les 15 ans ou plus de 67,8 %.
Sur ces 366 actifs de 15 ans ou plus ayant un emploi, 54 travaillent dans la commune, soit 15 % des habitants. Pour se rendre au travail, 91,4 % des habitants utilisent un véhicule personnel ou de fonction à quatre roues, 1,9 % les transports en commun, 2,5 % s'y rendent en deux-roues, à vélo ou à pied et 4,2 % n'ont pas besoin de transport (travail au domicile).

### Activités hors agriculture

#### Secteurs d'activités
49 établissements sont implantés  à Préserville au 31 décembre 2019. Le tableau ci-dessous en détaille le nombre par secteur d'activité et compare les ratios avec ceux du département,.
| Secteur d'activité                                                                                        | Commune | Commune | Département |
| Secteur d'activité                                                                                        | Nombre  | %       | %           |
| --- | ------- | ------- | ----------- |
| Ensemble                                                                                                  | 49      | 100 %   | (100 %)     |
| Industrie manufacturière, industries extractives et autres                                                | 3       | 6,1 %   | (5,7 %)     |
| Construction                                                                                              | 10      | 20,4 %  | (12 %)      |
| Commerce de gros et de détail, transports, hébergement et restauration                                    | 7       | 14,3 %  | (25,9 %)    |
| Information et communication                                                                              | 3       | 6,1 %   | (4,1 %)     |
| Activités financières et d'assurance                                                                      | 1       | 2 %     | (3,8 %)     |
| Activités immobilières                                                                                    | 6       | 12,2 %  | (4,2 %)     |
| Activités spécialisées, scientifiques et techniques et activités de services administratifs et de soutien | 8       | 16,3 %  | (19,8 %)    |
| Administration publique, enseignement, santé humaine et action sociale                                    | 7       | 14,3 %  | (16,6 %)    |
| Autres activités de services                                                                              | 4       | 8,2 %   | (7,9 %)     |

Le secteur de la construction est prépondérant sur la commune puisqu'il représente 20,4 % du nombre total d'établissements de la commune (10 sur les 49 entreprises implantées  à Préserville), contre 12 % au niveau départemental.

#### Entreprises et commerces
L'entreprise ayant son siège social sur le territoire communal qui génère le plus de chiffre d'affaires en 2020 est : 
- SARL F. Clavero, travaux de plâtrerie (170 k€)

### Agriculture
La commune est dans le Lauragais, une petite région agricole occupant le nord-est du département de la Haute-Garonne, dont les coteaux portent des grandes cultures en sec avec une dominante blé dur et tournesol. En 2020, l'orientation technico-économique de l'agriculture  sur la commune est la culture de céréales et/ou d'oléoprotéagineuses.
|               | 1988 | 2000  | 2010  | 2020  |
| ------------- | ---- | ----- | ----- | ----- |
| Exploitations | 21   | 16    | 15    | 14    |
| SAU (ha)      | 816  | 1 019 | 1 423 | 1 218 |

Le nombre d'exploitations agricoles en activité et ayant leur siège dans la commune est passé de 21 lors du recensement agricole de 1988  à 16 en 2000 puis à 15 en 2010 et enfin à 14 en 2020, soit une baisse de 33 % en 32 ans. Le même mouvement est observé à l'échelle du département qui a perdu pendant cette période 57 % de ses exploitations,. La surface agricole utilisée sur la commune a quant à elle augmenté, passant de 816 ha en 1988 à 1 218 ha en 2020. Parallèlement la surface agricole utilisée moyenne par exploitation a augmenté, passant de 39 à 87 ha.

## Culture locale et patrimoine

### Lieux et monuments
- L'église paroissiale Saint-Antoine possède un clocher-mur. Elle possède aussi une cloche du XVe siècle, classée monument historique au titre objet depuis 1914[44], ainsi qu'un tableau du XVIIIe siècle sur la Déploration classé lui aussi la même année[45].
- Salle de la Fontaine, réunions et associations.

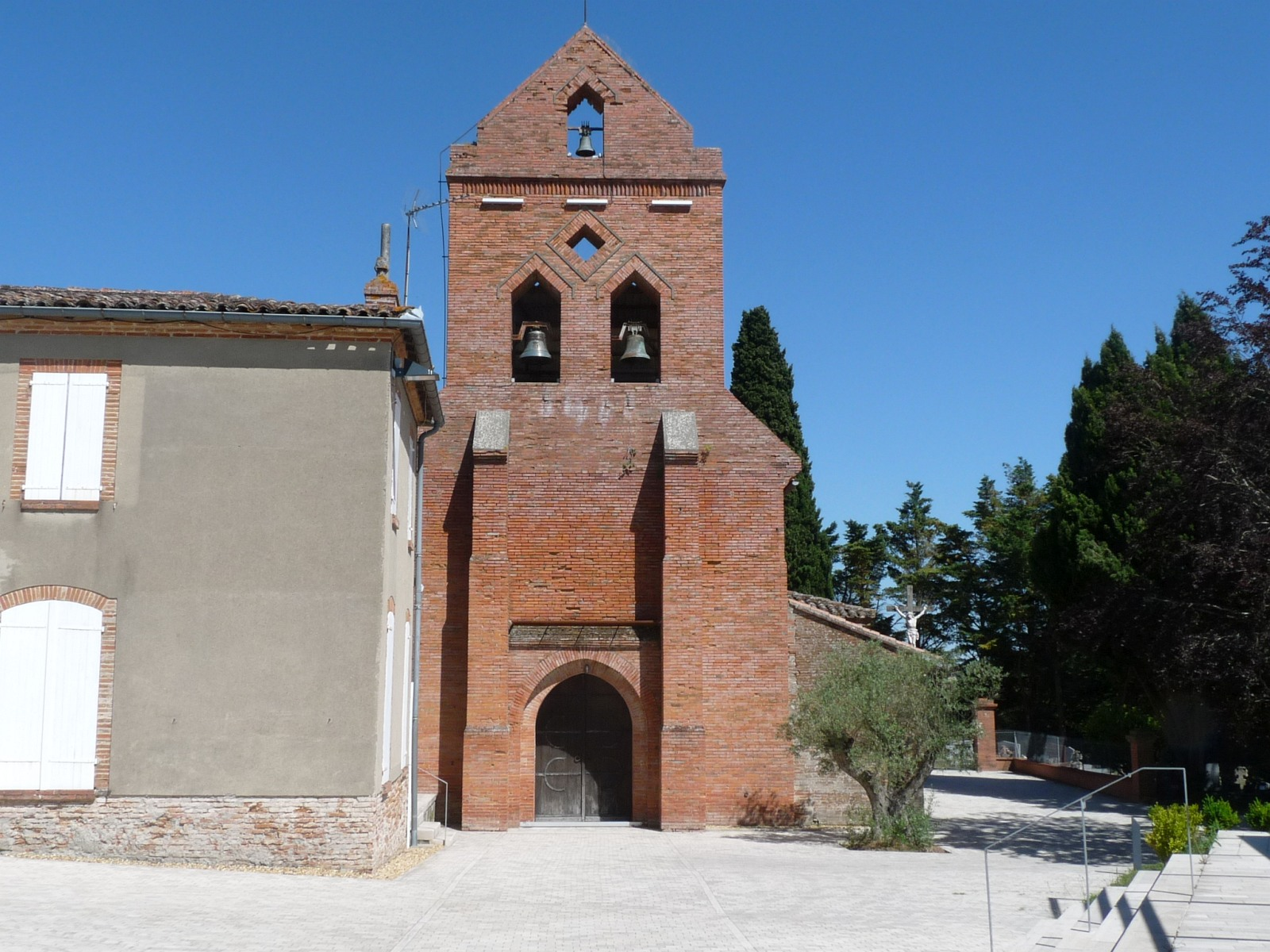
L'église Saint-Antoine.
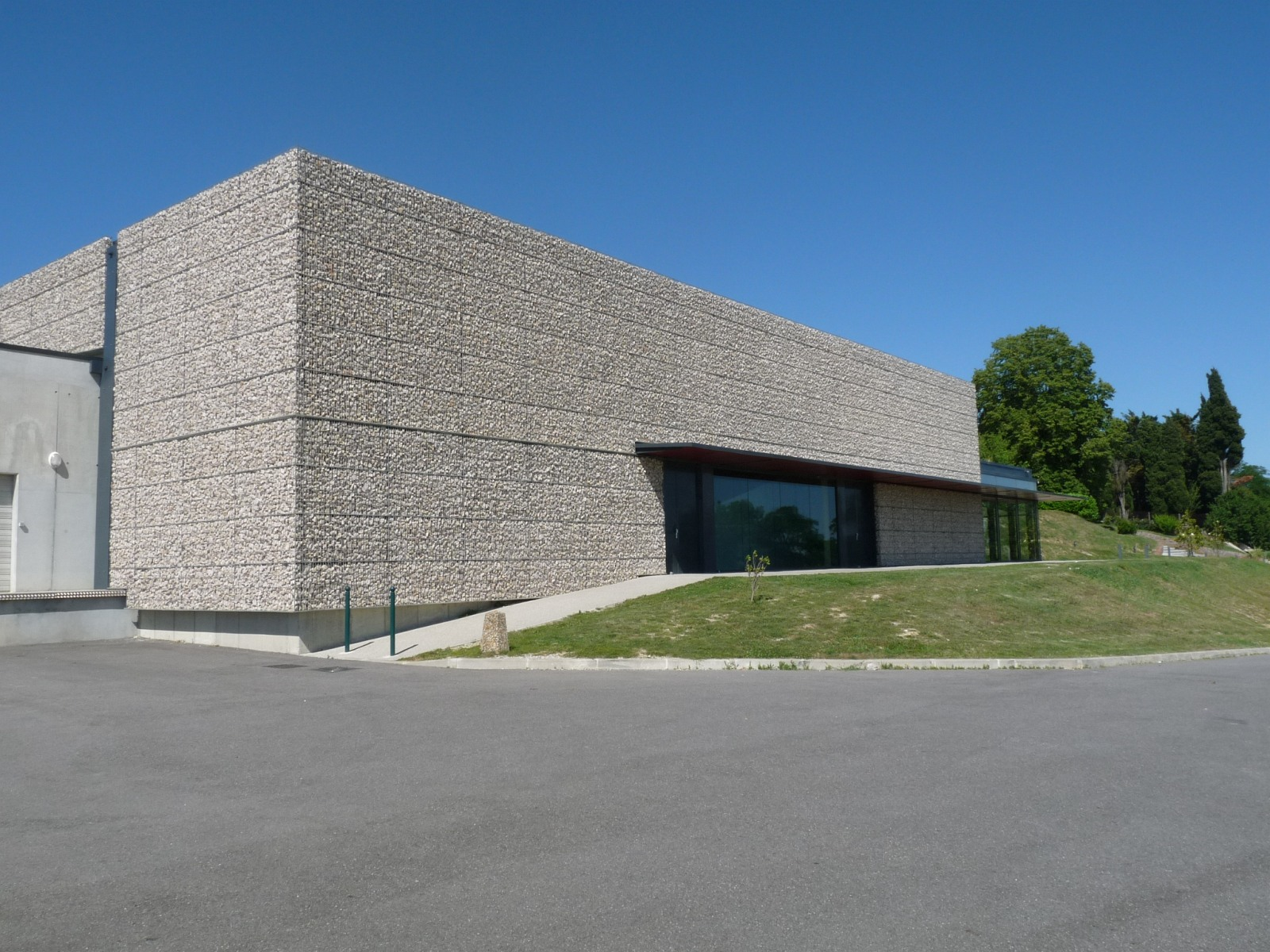
Salle de la Fontaine.

### Personnalités liées à la commune
- François Bernadi (1922-2022), peintre, écrivain et sculpteur, a décoré l'église.